# Akseli Vuorisola
Akseli Vuorisola, född 10 juni 1896, död 11 juli 1967, var en amerikafinländsk sångare, sångtextförfattare, dansare, danspedagog och skådespelare. Han var gift med dansaren Helmi Vuorisola, född Salmi.
Vuorisola gjorde tillsammans med dragspelaren Willy Larsen sex skivinspelningar för Columbia i New York 1927–1928. En av sångerna, Sorjosen ryyppyreissu, hade Vuorisola själv författat efter Rafael Ramstedts original Oi sä sulo Helsinki. Återkommen till Finland uppförde Vuorisola en dansskola i Kitkat-huset i Esplanadparken i Helsingfors. Han medverkade även i tre filmer, både som skådespelare och dansinstruktör.

## Skivinspelningar[2]

### 21 december 1927
- Kai muistat
- Pikku Lola

### 23 juli 1928
- Hoo hii o hei
- Katinka
- Alaska
- Sorjosen ryyppyreissu

## Filmografi[5]
- Maskotti, 1943 (som koreograf)
- Gårdarnas folk, 1946 (som dansinstruktör)
- Isän vanha ja uusi, 1955